# Willem Jan Willemsen

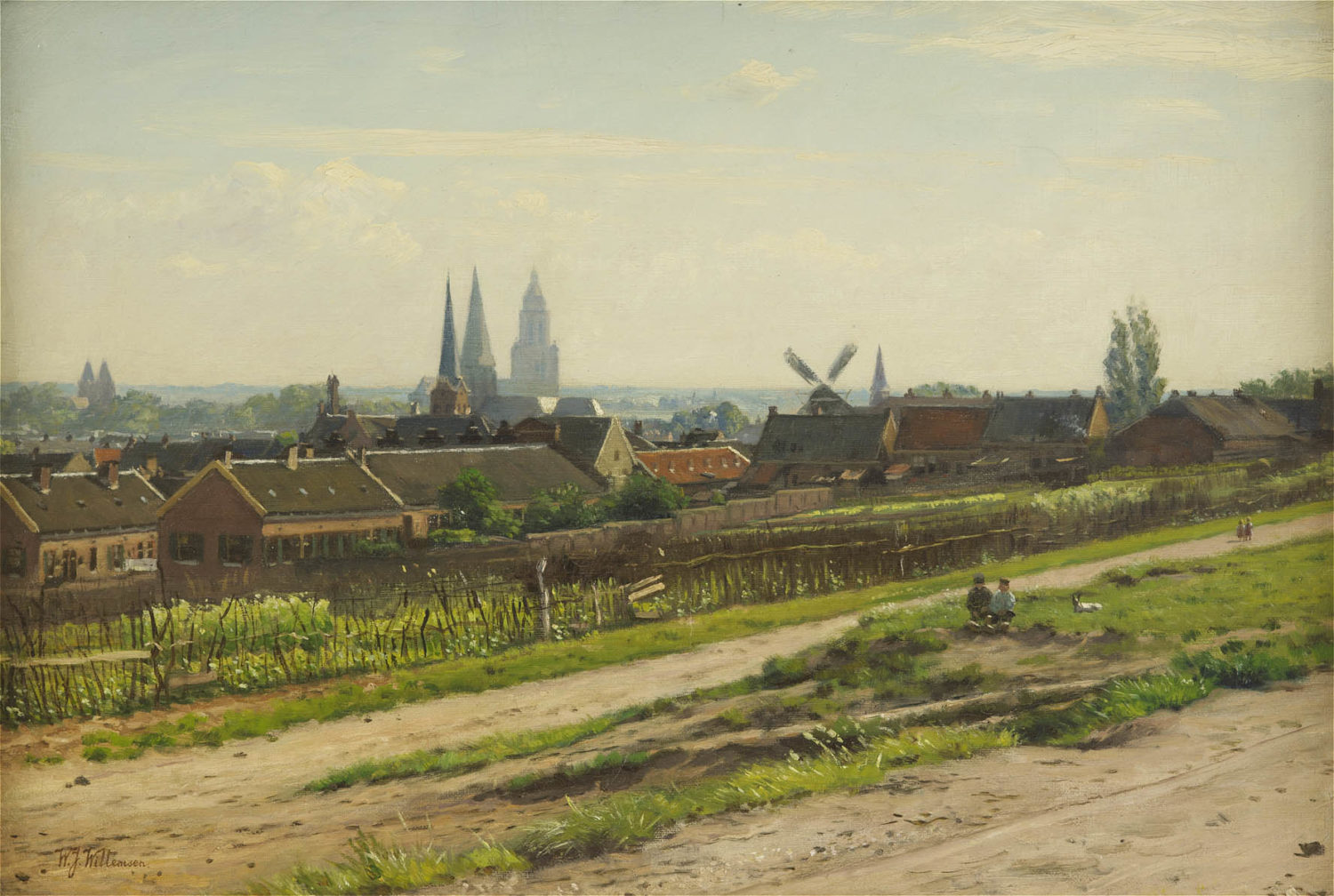
Ansicht von Arnhem

Willem Jan Willemsen (* 15. August 1866 in Arnhem; † 9. Januar 1914 ebenda) war ein niederländischer Maler.
Willemsen war Schüler von Willem Antonie van de Gumster (1825–1883) und Sieger Jan Baukema (1852–1936) in Arnhem. Er besuchte ab 1882 die Rijksakademie van beeldende kunsten in Amsterdam unter der Leitung von August Allebé, studierte anschließend ab 1887 an der Koninklijke Academie voor Schone Kunsten van Antwerpen. Er kehrte um 1891 nach Arnhem zurück.
Er besuchte auch Paris, Den Haag, Apeldoorn, Baarn und Mook en Middelaar.
Willemsen malte und zeichnete meist Landschaften, Dorfszenen, und auch einige Figuren und Porträts. 
Er nahm an Ausstellungen in Maastricht 1890 und 1896, Rotterdam 1891 und 1894, Arnhem 1890, 1893, 1897 und 1901, Den Haag 1893 und Amsterdam 1895 und 1903 teil. 